# Sekta (film)
Sekta (oryg. The Skulls) – dreszczowiec koprodukcji amerykańsko-kanadyjskiej z 2000 roku. Powstały jego dwie kontynuacje. Hasło reklamowe filmu: Dadzą ci wszystko, czego pragniesz. Za pewną cenę.

## Treść
Luke McNamara jest studentem uczelni z Ivy League w New Haven (niewymienionej z nazwy). Ambitny, inteligentny, powszechnie lubiany – ma wszystko, czego potrzeba. Zwodzi go jedno marzenie: chce zostać członkiem elitarnego bractwa studenckiego, o którym nie każdy wie, za to które wie o każdym. Luke nie podejrzewa nawet, że wstępując do bractwa, ściągnie na siebie lawinę niefortunnych wypadków, której pierwszą ofiarą pada Will, jego współlokator i najlepszy przyjaciel. Rozpoczyna się walka o życie, a udział biorą w niej bliscy Luke'a.

## Obsada
- Joshua Jackson – Luke McNamara
- Paul Walker – Caleb Mandrake
- Craig T. Nelson – Litten Mandrake
- Leslie Bibb – Chloe Whitfield
- Hill Harper – Will
- Christopher McDonald – Martin Lombard
- Steve Harris – detektyw Sparrow
- William Petersen – Ames Levritt
- David Ashman – Jason
- Jennifer Melino – J.J.
- Andrew Kraulis – McBride
- Derek Aasland – Sullivan